# Rue des Fuseliers
La rue des Fuseliers est une voie de la commune de Reims, située au sein du département de la Marne, en région Grand Est.

## Situation et accès
C'est une rue à double sens sur une partie puis à sens unique sur la plus grande partie qui relie la place du Cardinal-Luçon à la rue Voltaire.

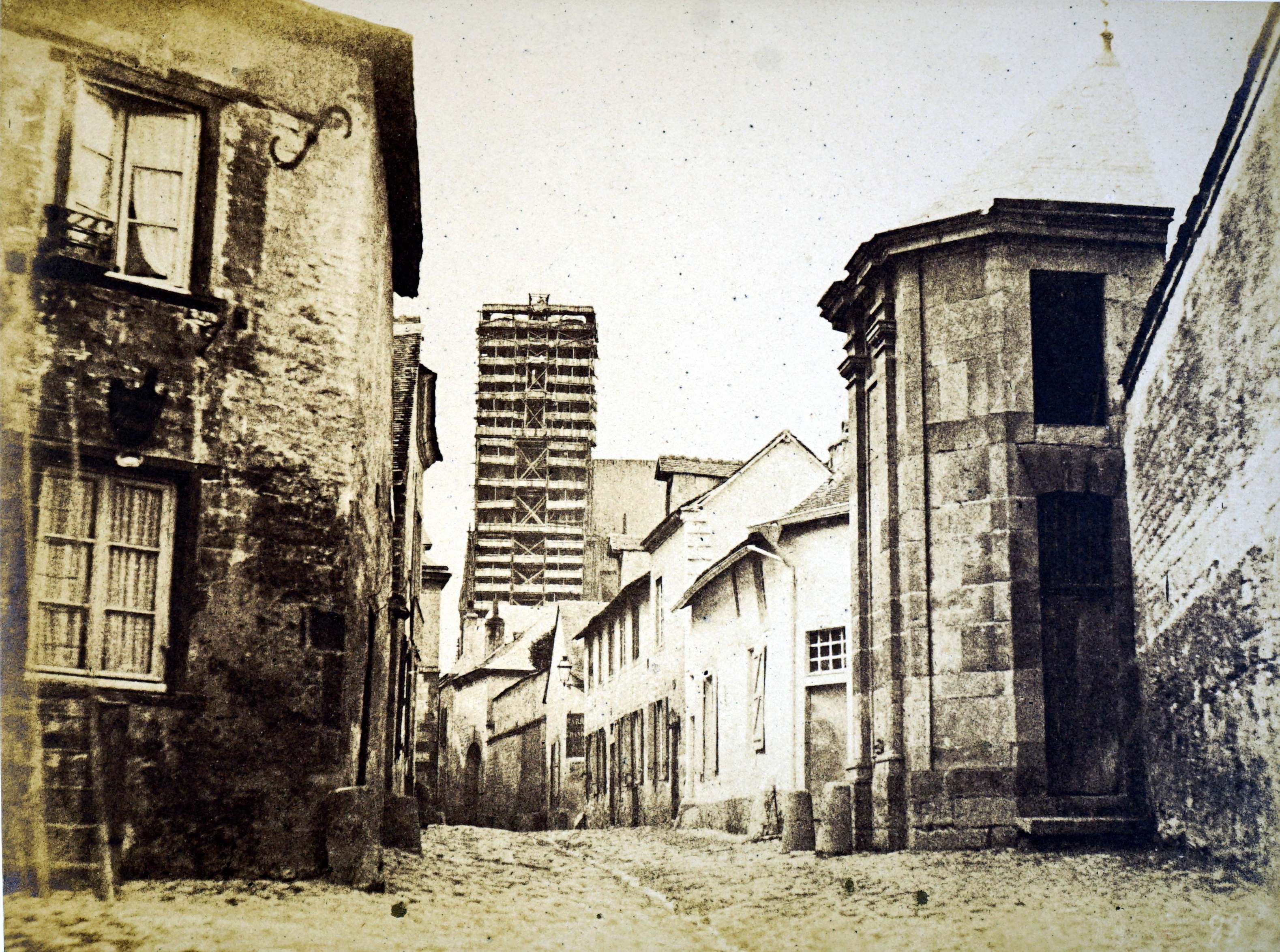
Vue vers la cathédrale avec son échafaudage, photographie de Varin publiée en 1894, bibliothèque Carnegie.

## Origine du nom
La dénomination rappelle qu'à l'époque où les corporations se localisaient, on faisait dans cette rue, des fuseaux pour les fabricants de toile.

## Historique
La voie des Fuseliers est citée en 1239, en 1289 une maison dite Tourelle à fuseliers est citée. Fusellerie apparaît au XVIIe siècle, une variante mal orthographiée a existé Fusiliers mais le quartier était celui des fuseaux en rapport avec l'industrie textile.

## Bâtiments remarquables et lieux de mémoire
Au N°2 se trouve la médiathèque Jean-Falala.

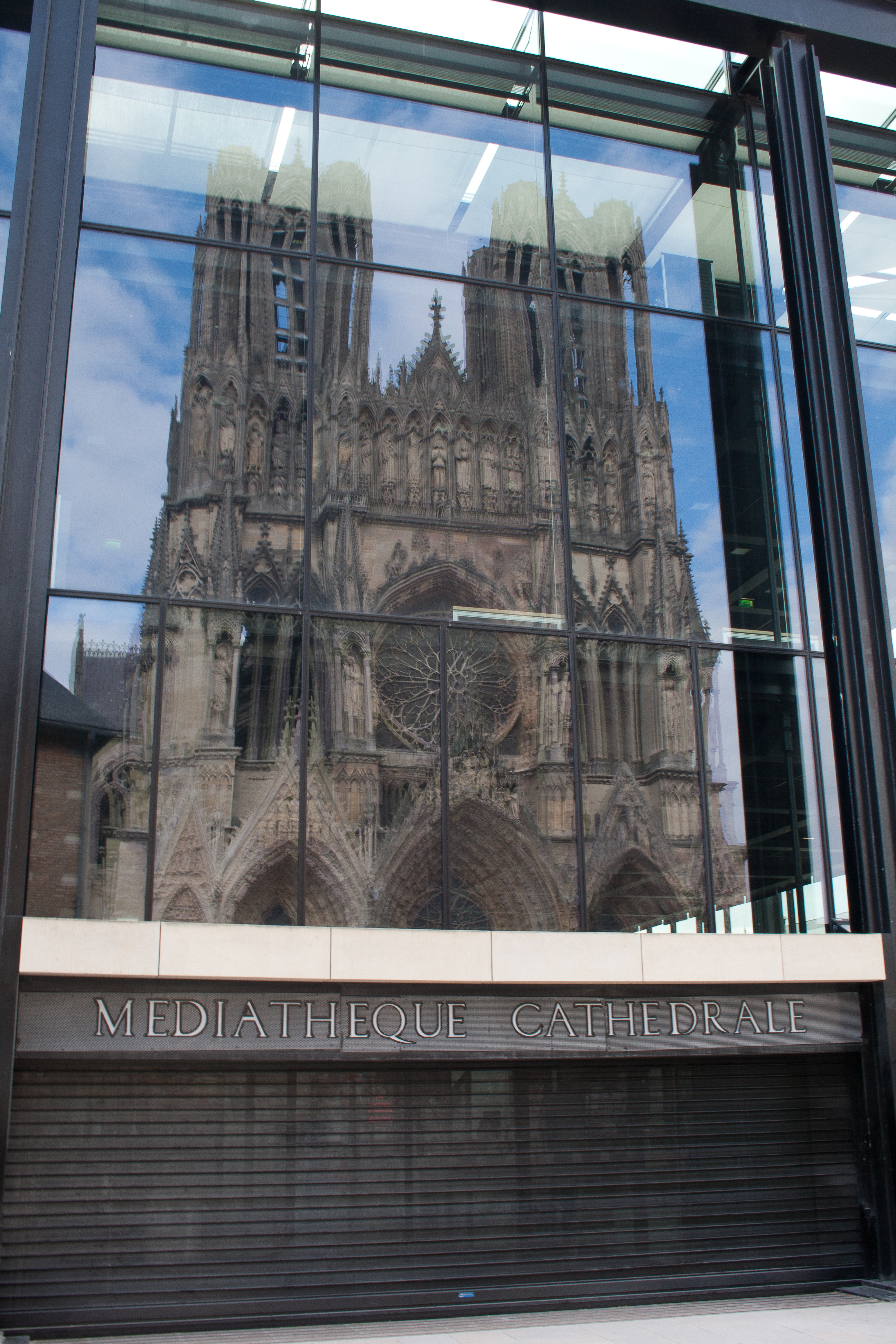
Vue de l'entrée de la médiathèque.